# Heze (Shandong)
Heze, abans coneguda com Caozhou, és la ciutat-prefectura més occidental de la província de Shandong, a la República Popular de la Xina. Limita amb Jining a l'est i amb les províncies de Henan i Anhui a l'oest i al sud respectivament.

## Història
Caozhou va estar al centre de la rebel·lió Nian durant les dècades de 1850 i 1860.
L'agost de 1949, Heze va ser desvinculada de Shandong, donant lloc a la província experimental de Pingyuan, però tres anys més tard va ser retornada a Shandong.
L'abril de 1953, Heze i Jining van guanyar comtats de l'antiga prefectura de Huxi després de la seva abolició.

## Clima
Heze té un clima influït pel monsó que es troba entre les zones humides subtropicals i continentals humides (Köppen Cwa/Dwa), amb quatre estacions ben definides. La ciutat és càlida i gairebé sense pluja a la primavera, calorosa i humida a l'estiu, fresca a la tardor i freda i seca a l'hivern. La temperatura mitjana anual és de 14,22 °C , amb la temperatura mitjana mensual de 24 hores que oscil·la entre -0,5 °C al gener i 27,1 °C al juliol. Gairebé el 70% de les precipitacions anuals es produeixen de juny a setembre. Amb un percentatge mensual de sol possible que va des del 48% al juliol fins al 60% al maig, la ciutat rep 2.411 hores de sol anualment.

## Administració
La ciutat-prefectura de Heze administra nou divisions a nivell de comtat. L'executiu municipal, el poder legislatiu i el poder judicial es troben al districte de Mudan.
Hi ha dos districtes i set comtats:
- Districte de Mudan
- Districte de Dingtao
- Comtat de Cao
- Comtat de Chengwu - originàriament a Huxi
- Comtat de Shan - originàriament a Huxi
- Comtat de Juye - originàriament a Huxi
- Comtat de Yuncheng
- Comtat de Juancheng
- Comtat de Dongming

| Mapa de Heze |
| --- |
| Mudan Dingtao Comtat · de Cao Comtat · de Shan Comtat de · Chengwu Comtat · de Juye Comtat de · Yuncheng Comtat de · Juancheng Comtat de · Dongming |